# Emāmrūd
Emāmrūd (persiska: امامرود) är en ort i Iran.   Den ligger i provinsen Mazandaran, i den norra delen av landet, 110 km norr om huvudstaden Teheran. Antalet invånare är 660.
Terrängen runt Emāmrūd är varierad. Runt Emāmrūd är det ganska tätbefolkat, med 80 invånare per kvadratkilometer. Närmaste större samhälle är Chālūs, 5,8 km sydost om Emāmrūd. Runt Emāmrūd är det i huvudsak tätbebyggt.